# Buyruk

Asadullah of Esedullah (Leeuw van God), een bijnaam gegeven door Mohammed aan zijn bloedverwant Ali. Het alevitisme, bektashisme en soefisme zien Ali als de deur naar de mystieke kennis en esoterische interpretatie van de Islam, zoals aan hem is overgedragen door Mohammed.

De Buyruks zijn een collectie van spirituele boeken die de basis bevatten van het alevitisme. Het woord 'buyruk' kan vertaald worden als 'bevel', 'verordening' of 'gebod'. Onderwerpen besproken in de buyruks zijn onder andere müsahiplik (spirituele broederschap), het volgen van een pir, rehber of murshid (spirituele gids) en een grote verzameling aan alevitische verhalen (zoals het mystieke verhaal van de Kirklar Cemi, de Bijeenkomst van de Veertig Heiligen) en gedichten. Het verhaal van Hadji Bektasj Veli is er ook in te vinden.
De bekendste buyruk is de İmam Cafer-i Sadık Buyruğu, toegewezen aan Imam Ja'far al-Sadiq, de zesde van de twaalf imams. Het wordt na de Koran als een van de belangrijkste boeken beschouwd door de anatolische alevieten. Imam Sadiq wordt ook als een belangrijke leraar van de islamitische mystiek gezien door aanhangers van het bektashisme en het soefisme.
De Buyruks bevatten verzen uit de Koran, uitspraken van Mohammed, Fatima, Ali en de twaalf imams. Ook bevat het veel soefi-termen (de mystieke islam), uitleg over de Vier Deuren, en uitspraken van Hadji Bektasj Veli, Yunus Emre, Pir Abdal Musa, Pir Sultan Abdal en Sjah Ismail Hatai.
De alevitische Dede's en hun volgers dienen zich te houden aan de leer van de Buyruk en aan de leer van Hadji Bektasj Veli (via onder andere zijn Makalat, ook wel Maqalat-i Haci Bektas Veli genoemd).